# مسرح نيو ريغال
مسرح نيو ريغال (بالأصل مسرح أفالون) يقع في شيكاغو، إلينوي. أفتتح المسرح في بادئ الأمر باسم أفالون في عام 1927. التصميم يشكل «الغلاف الجوي» المغاربي إحياء لقصر السينما التي صممها جون امبرسون، الذي كان معروفا على الصعيد الوطني بهذه التصاميم. ويقال أن تصميم المسرح كانت مستوحاة من مبخرة الفارسي التي وجدها إمبرسون في سوق قطع الأثرية.
كان مسرح أفالون في مجال الأعمال التجارية حتى أواخر عام 1970.
بعد ذلك، استخدم المبنى باعتباره موطن لمعبد كنيسة المعجزة حتى أصبحت مكانا للفنون المسرحية مرة أخرى في عام 1987. في ذلك الوقت، تم تغيير اسم المسرح تكريما لمسرح ريجال القديم والمركز الثقافي لمجتمع الأميركيين الأفارقة في شيكاغو الذي تعرض للهدم في عام 1973.
أصحاب المسرح السابقين أغلقوا المسرح في عام 2003 بعد فقدان المال لعدة سنوات. في عام 2008، تم شراء المبنى من قبل المجموعة التي شملت رون إيفانز وريجينا مع الأمل في إحيائه كمكان ثقافي. ومع ذلك، فقد حصلت فائدة تذكر، الموقع أقام حفلاً بمناسبة خطاب باراك أوباما لقبول الترشيح للرئاسة في أغسطس 2008.
1. ↑  New Regal Theatre in Chicago, IL - Cinema Treasures نسخة محفوظة 17 مارس 2010 على موقع واي باك مشين.
2. ↑  Chicagoans Celebrate Obama's Nomination نسخة محفوظة 21 نوفمبر 2008 على موقع واي باك مشين.. CBS 2 Chicago. August 28, 2008. Retrieved on October 23, 2009. "نسخة مؤرشفة". مؤرشف من الأصل في 2008-11-21. اطلع عليه بتاريخ 2013-09-02.{{استشهاد ويب}}:  صيانة الاستشهاد: BOT: original URL status unknown (link)